# Neolimonia pastazicola
Neolimonia pastazicola är en tvåvingeart som först beskrevs av Alexander 1938.  Neolimonia pastazicola ingår i släktet Neolimonia och familjen småharkrankar.
Artens utbredningsområde är Ecuador. Inga underarter finns listade i Catalogue of Life.